# Claude François
Claude François (Ismaïlia, 1 februari 1939 – Parijs, 11 maart 1978), bijgenaamd Clo-Clo, was een Frans artiest, componist, muzikant, uitgever en zanger.
Tijdens zijn vijftien jaar durende carrière in de jaren 1960 en 1970 groeide hij uit tot een van de populairste Franse artiesten van zijn tijd. Veel van zijn nummers zijn blijvende klassiekers geworden, zoals Belles! Belles! Belles!, Cette année-là, Le Lundi au soleil, Le téléphone pleure, Alexandrie Alexandra en natuurlijk Comme d'habitude, dat wereldwijd bekend werd in de Engelse versie My Way.
Hij introduceerde in Frankrijk ook het fenomeen van danseressen op het podium, vooral bekend als de Clodettes.
Naast zijn carrière als zanger was hij ook ondernemer. Hij richtte onder meer het jongerenmagazine Podium op, een modellenbureau (Girl’s Models), het erotische tijdschrift Absolu en zijn eigen parfumlijn (Eau noire).

## Levensloop

### Jeugd
Claude François werd geboren op 1 februari 1939 te Ismaïlia in Egypte. Zijn vader Aimé François werkte voor de Compagnie du Canal de Suez. Zijn moeder, Lucia 'Chouffa' Mazzeï, was afkomstig uit Calabrië. Claude François bracht zijn jeugd door in een van de villa's van de Suezkanaalmaatschappij in Ismaïlia. Zijn familie, die bedienden had, leidde een uiterst comfortabel leven.
Tijdens de Tweede Wereldoorlog werd Ismaïlia gebombardeerd door de Duitsers, en de villa van de familie François werd verwoest. Claude François en zijn zus werden vervolgens opgevangen door hun grootmoeder van vaderskant, die in een oud huis dichtbij arbeiderswijken woonde. Claude François mengde zich daar met jonge kinderen van verschillende afkomst, waaronder Grieken, Maltezers, Italianen en Arabieren, en bleef daar tot hij schoolgaand was.
Zijn ouders stuurden hem op internaat in een confessionele school. Later schreven ze hem in als externe leerling aan de Lycée français in Caïro (1953-1956). De kamer die hij huurde, lag tegenover Radio Le Caire, waar hij veel tijd doorbracht met luisteren naar Franse en Amerikaanse platen die nog niet waren uitgebracht. Hij slaagde voor het eerste deel van het baccalaureaat, maar slaagde niet voor het tweede deel. In die tijd woonde hij de repetities bij van zijn ooms van moederskant en begon hij met vioolspelen.
In 1956 werd de familie François, samen met vele andere Fransen en Britten, uit Egypte verdreven als gevolg van de Frans-Britse interventie tegen de nationalisatie van het Suezkanaal door president Gamal Abdel Nasser. Het vertrek uit Egypte verliep rampzalig vanwege de plotselinge vijandigheid jegens westerse buitenlanders, met beledigingen en fysieke aanvallen. Hun schip meerde aan in Le Havre, vanwaar de familie naar Parijs reisde. 
Na een verblijf in een hotelkamer vertrokken de François, vermoeid van het vragen om subsidies van de Suezkanaalmaatschappij, met de trein naar Monte Carlo, waar hun dochter Josette sinds haar huwelijk de voorgaande zomer had gewoond. Het gezin vestigde zich eerst in Monaco, in een appartement dat ze hadden verworven dankzij de hervestigingsbonus van de Suezkanaalmaatschappij (Claude François studeerde aan het Lycée Albert-Ier), en vervolgens in Nice. Ze leefden in armoedige omstandigheden: Claude François bevestigde in zijn autobiografie dat hij op de vloer van het appartement sliep, winkeldiefstal pleegde en brood in vinaigrette doopte, wat hem een maagzweer zou hebben bezorgd en hem uiteindelijk vrijstelde van militaire dienstplicht.

### Carrière

#### Beginperiode
In 1958 vond Claude François, op zoek naar werk, een baan als bankmedewerker. Om te ontspannen speelde hij conga in een klein orkest dat hij met een paar vrienden had opgericht. Uiteindelijk kreeg hij een positie in het grote orkest van de Sporting Club in Monte Carlo, dat destijds onder leiding stond van Louis Frosio. Hij begon als drummer-percussionist maar werd al snel zanger, waarbij hij 1.000 frank per avond verdiende. Zijn repertoire omvatte nummers van Colette Deréal, Charles Aznavour, Marcel Mouloudji en Ray Charles. Hij maakte vooral indruk door het Arabische lied "Mustapha" van Bob Azzam te vertolken. Tegelijkertijd schreef hij zich in aan het Nationaal Conservatorium voor Muziek voor verschillende klassen, waaronder klarinet, fluit, klassieke zang, pauken en percussie, en harmonie. Hij nam ook privélessen om zijn zangstem te verbeteren.
In 1959 werd hij zanger in het orkest van Marcel Blanchi in het hotel Le Provençal in Juan-les-Pins. Hoewel hij eindelijk genoeg verdiende om zichzelf en zijn gezin te onderhouden, keurde zijn vader zijn keuze af, die liever had gezien dat Claude François een accountant werd. Zijn moeder daarentegen steunde zijn passie voor muziek volledig.
In de zomer van 1961 volgde hij het advies van Brigitte Bardot op en verhuisde naar Parijs, waar hij Sacha Distel ontmoette. Ze hadden elkaar eerder ontmoet aan de Côte d'Azur (Claude François gaf danslessen aan Brigitte Bardot in de nachtclub Papagayo in Saint-Tropez). Tijdens deze periode was hij getrouwd met Janet Woollacott, een jonge danseres van Engelse afkomst die hij in 1959 had ontmoet tijdens een show. Ze trouwden op 5 november 1960 in Monaco. Zijn vader, die al twee jaar niet met hem had gesproken, woonde echter toch de bruiloft bij voordat hij op 19 maart 1961 aan een longziekte overleed.
Op dat moment maakte het Franse chanson een grote verandering door met de opkomst van rock-'n-roll, twist en de nieuwe generatie zangers die al snel bekend zouden worden als de "yéyés", gesteund door het populaire radioprogramma "Salut les copains" dat vooral onder tieners een groot publiek trok. 
Claude François werd aangenomen als percussionist in de band van Olivier Despax, de Gamblers, maar de verdiensten waren mager. Op 16 september 1961 waagde hij een auditie bij Fontana Records, maar hij wist de artistiek directeur, Jean-Jacques Tilché, niet meteen te overtuigen. Desondanks stemde Tilché in met een tweede auditie.
In 1962 nam Claude François, onder het pseudoniem "Kôkô", zijn eerste plaat op, genaamd "Le Nabout Twist" (zowel in het Frans als in het Arabisch). Hoewel het nummer goed werd ontvangen in Afrika, kon het niet het verwachte succes in Frankrijk behalen. In afwachting van een nieuwe kans, sloot hij zich aan bij Les Gamblers en speelde hij de hele zomer van 1962 in Papagayo in Saint-Tropez. Ondertussen werd Janet aangenomen als danseres in de Olympia, waar ze Gilbert Bécaud ontmoette en uiteindelijk Claude François voor hem verliet.

Terug in Parijs tekende Claude François een vijfjarig contract bij Fontana Records. In de herfst van 1962 behaalde hij zijn eerste succes met "Belles! Belles! Belles!", een bewerking van "Girls Girls Girls (Made to Love)" van de Everly Brothers, oorspronkelijk uitgevoerd door Eddie Hodges. Claude François liet zich inspireren door Hodges voor de Franse versie en schreef de teksten samen met Vline Buggy. Na het bestormen van het kantoor van Daniel Filipacchi bij Europe 1 kreeg hij te horen dat zijn 45-toerenplaat de hele week twee keer per dag werd gedraaid in het programma "Salut les copains". Zijn carrière was gelanceerd. "Belles! Belles! Belles!" werd ook zijn eerste videoclip, geregisseerd door Claude Lelouch. In de video zong hij in de sneeuw, omringd door jonge meisjes die dansten in outfits die niet bij het seizoen pasten. Met zijn optredens in verschillende televisieprogramma's verwierf hij bekendheid bij een breed publiek. Zo zong hij in het voorprogramma van Dalida en de Spotnicks in de Olympia op 18 december 1962.

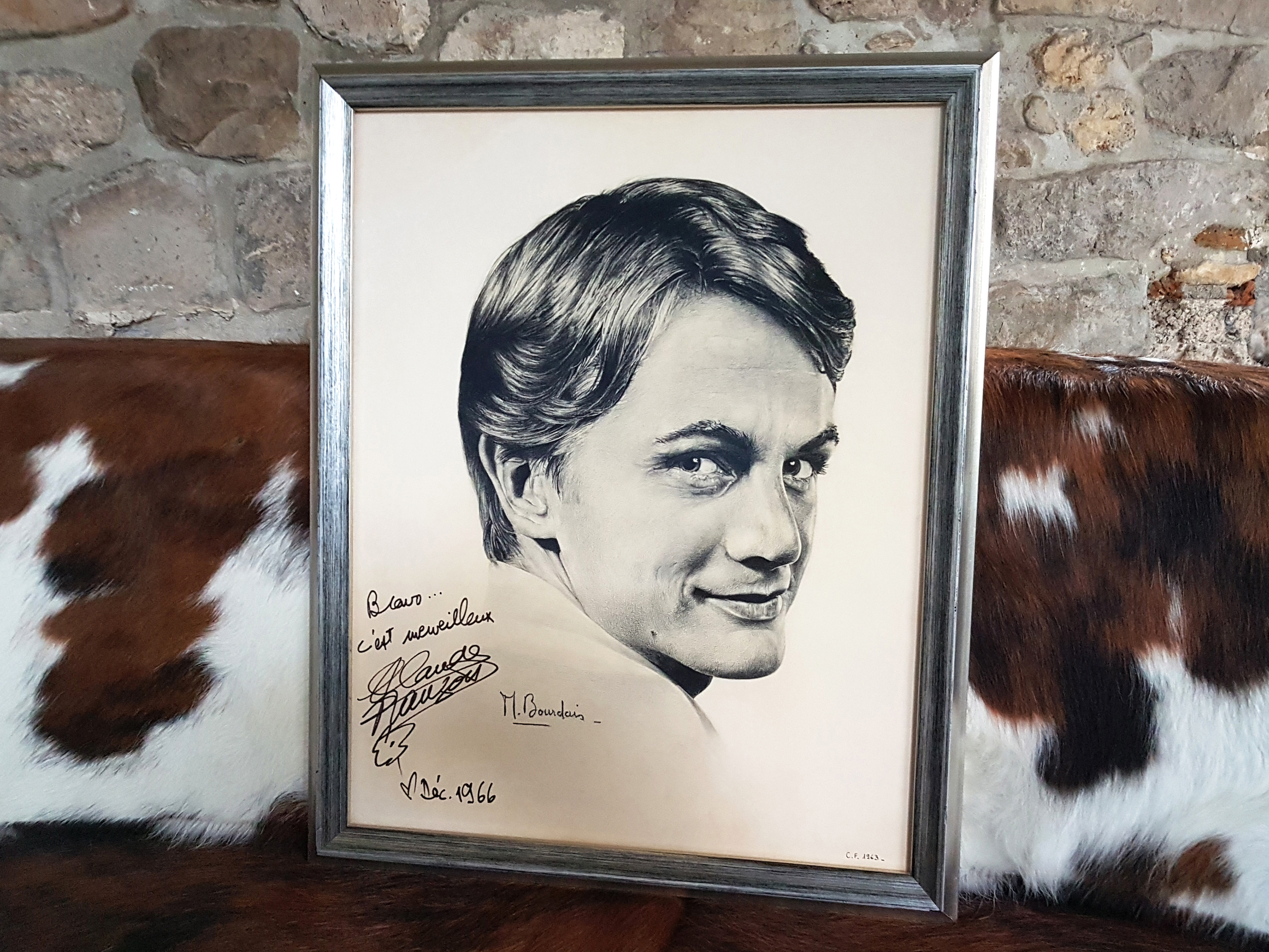
Het beroemde portret van Claude François, getekend door Michel Bourdais in 1963 op verzoek van Claude François zelf, tentoongesteld in de Moulin de Dannemois.

#### Erkenning
Onder de hoede van impresario Paul Lederman kwam zijn carrière echt van de grond. Hij ging op tournee en boekte succes met Marche tout droit, een bewerking van het nummer Walk right in van the Rooftop Singers, Pauvre petite fille riche, Dis-lui en Si tu veux être heureux, bewerking van If you wanna be happy van Jimmy Soul. Met zijn uitstraling als jongeman uit een goede familie en zijn liedjes met prettige teksten, trekt hij een steeds groter vrouwelijk publiek. Hij vroeg Michel Bourdais, portrettist en documentairemaker bij het tijdschrift Salut les Copains, om zijn portret te tekenen. Deze hyperrealistische tekening zal voor Claude François het startpunt zijn van een lange reflectie over het beeld dat hij van zichzelf moet geven.

Op 5 april 1963 trad hij voor de tweede keer op in de Olympia, waar hij deelnam aan een gala gewijd aan jonge zangers die destijds de bijnaam 'idoles des jeunes' kregen. Onder de muzikanten bevinden zich Michel Cassez, bekend als Gaston, toekomstige Compagnon de la Chanson, en de jazzpianist René Urtreger. In oktober bracht hij Si j'avais un marteau uit, een Franse versie van If I Had a Hammer, gecomponeerd door Pete Seeger en met succes gecoverd door Trini Lopez. De titel blijft enkele weken nummer 1 in de ranglijst van het wekelijkse radioprogramma Salut les Copains. Op 29 oktober ontving Claude François, na deelname aan een speciale editie van Musicorama, zijn eerste twee gouden platen uit handen van acteur Maurice Biraud.

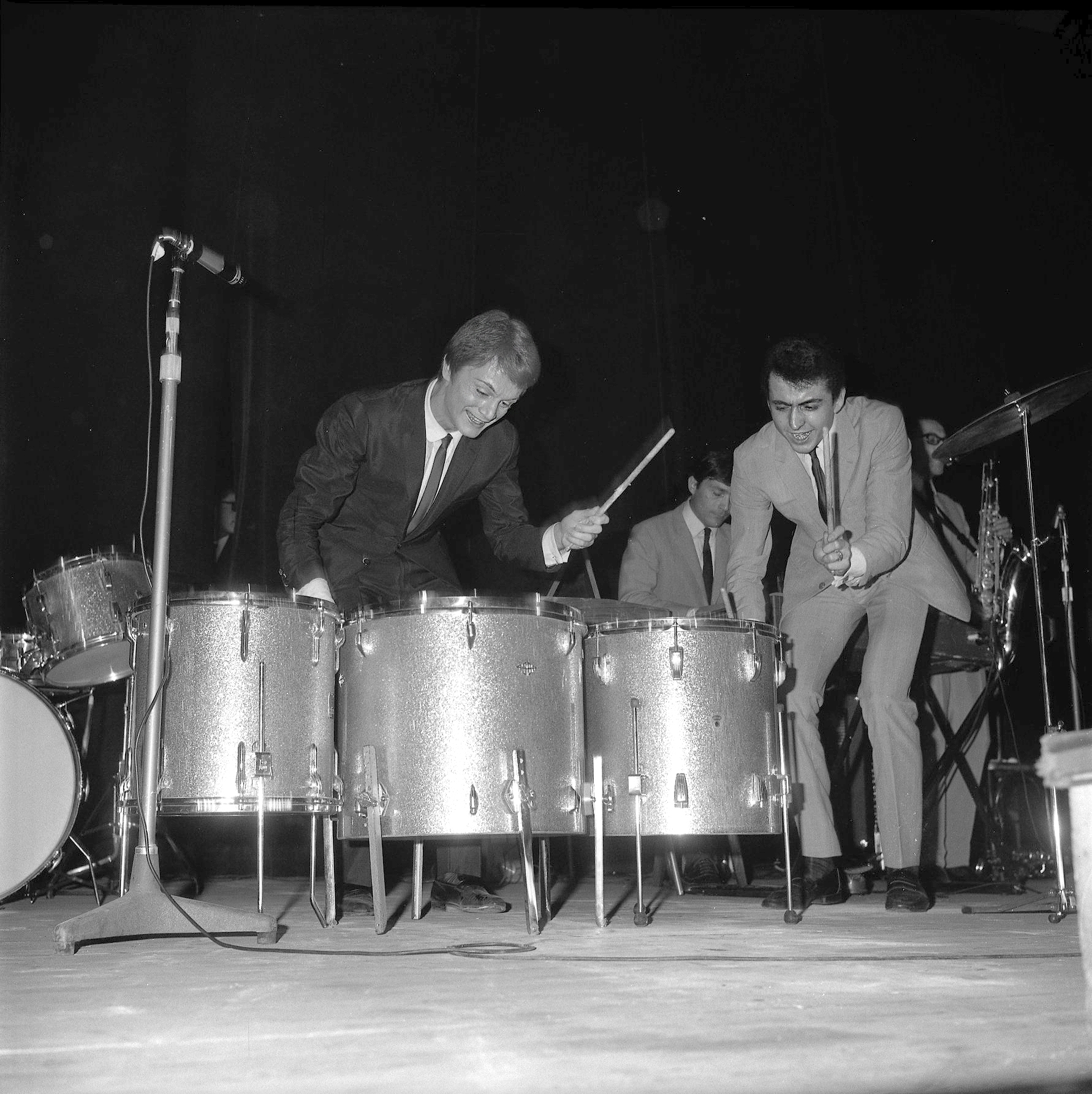
Claude François aan het drumstel in de Palais des Sports van Toulouse op 20 november 1965

Door zijn professionele succes kon hij een appartement aanschaffen in Parijs, aan de Boulevard Exelmans 46, in het 16e arrondissement. In 1964 kocht hij de voormalige gemeentelijke molen van Dannemois in Essonne, om er zijn tweede verblijf van te maken. Hij verplaatste zijn moeder en zus daarheen, die daar de rust van hun leven in Egypte vonden. Een paar weken later bracht hij La Ferme du Bonheur uit. 
In september 1964 trad Claude François opnieuw op in Olympia, maar deze keer zong hij in de schijnwerpers met Bruno Coquatrix. Even laat boekt hij nieuwe succes met Donna Donna en J'y pense et puis j'oublie. Hij verslaat alle omzetrecords van Édith Piaf en Gilbert Bécaud en veroorzaakt bij elke verschijning scènes van collectieve hysterie.
Op sentimenteel vlak ontmoette hij France Gall, een jonge zangeres van 17 jaar (hij was 25). Het was het begin van een affaire die tot 1967 zou duren.
Op 25 februari 1965 raakte Claude François gewond tijdens een gala in Abbeville, waarbij het podium onder zijn voeten instortte terwijl hij aan het dansen was. Omdat hij meerdere gebroken ribben had, bleef hij vijf weken geïmmobiliseerd. In 1965 nam hij ongeveer vijftien liedjes op, waaronder Les Choses de la maison en Même si tu revenais.

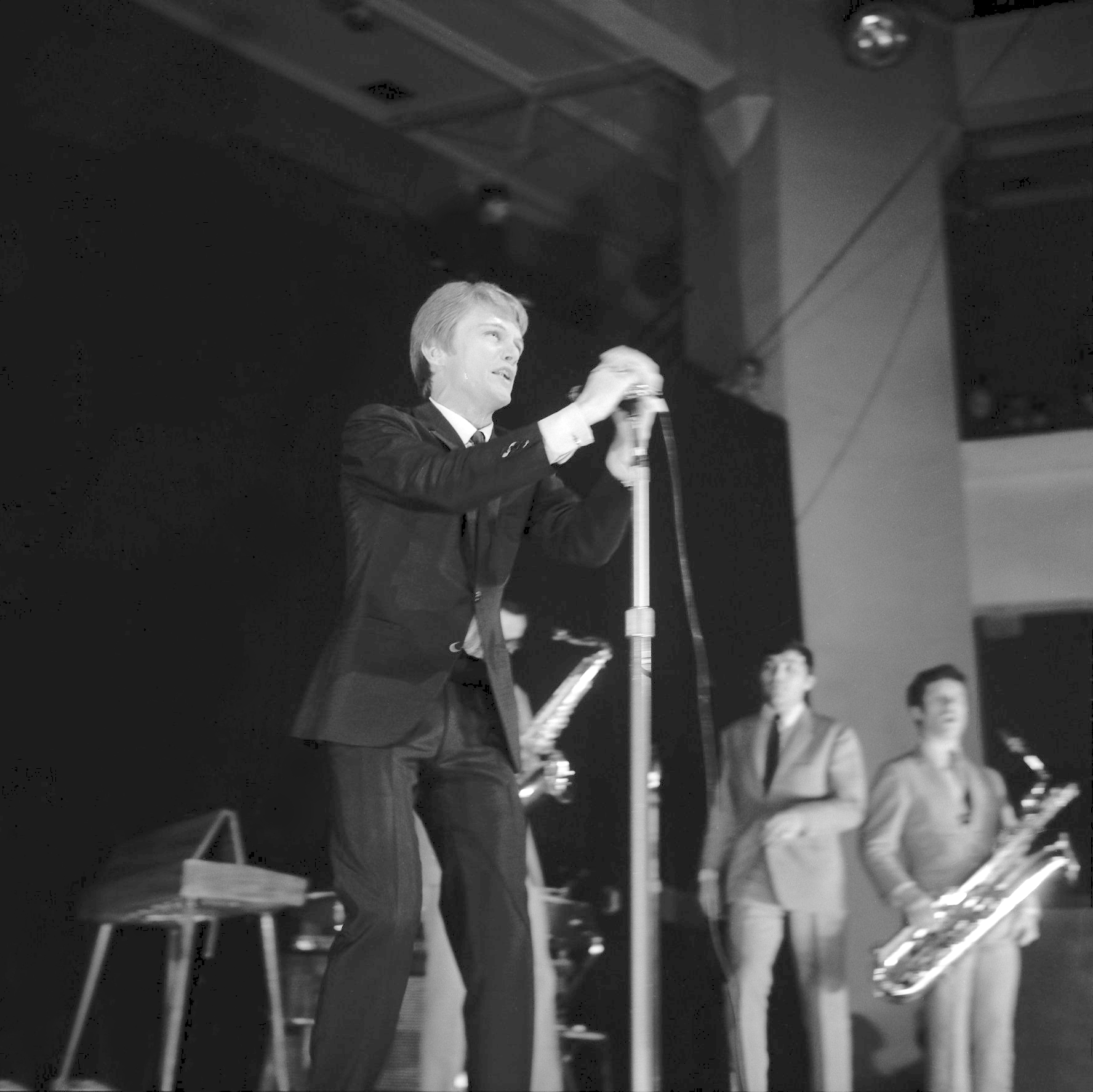
In 1965, in Toulouse, negen maanden na zijn podiumongeval in Abbeville.

In 1966 verschenen de Claudettes, de officiële danseressen, wier idee hem werd voorgesteld door Michel Bourdais. Op 25 december is zijn eerste Olympia met vier van hen een evenement dat het publiek verleidt en opwindt. Claude François gebruikt vervolgens de tekening die Michel Bourdais drie jaar eerder van hem maakte om er het symbool van zijn artistieke mutatie van te maken. Hij geeft het origineel terug aan de auteur als teken van vriendschap en erkenning door de woorden "Bravo... c'est merveilleux" op te schrijven. Hij verschijnt in april 1966 op de ‘foto van de eeuw’, waarin 46 Franse yéyé-sterren samenkomen.
Op 13 maart 1967 scheidden Claude François en Janet Woollacott.
Wanneer zijn contract bij Philips afloopt, richt Claude François zijn eigen platenlabel op: Flèche. Daarmee verwerft hij zijn artistieke onafhankelijkheid. De Belgische zangeres Liliane Saint-Pierre is de eerste artieste die onder dit label opneemt. Alain Chamfort volgt later.
Na een liefdesverhouding met zangeres Annie Philippe, die hij tijdens een tournee ontmoet maar die weigert met hem te trouwen, vindt hij troost bij Isabelle Forêt, een blond fotomodel met blauwe ogen. Zij wordt zijn partner en baart op 8 juli 1968 hun eerste zoon Claude junior. De geboorte wordt pas enkele maanden later aan de pers bekendgemaakt.

#### Comme d'habitude
Na een idylle van drie jaar met de toen nog piepjonge Eurovisiesongfestival-winnares France Gall ontmoette hij Isabelle Forêt, die de moeder van zijn twee zonen zou worden. Zijn carrière als zakenman begon in 1967 met de oprichting van zijn eigen platenlabel Disques Flèche. Aan het zwembad van zijn Moulin in Dannemois en geïnspireerd door de liefdesbreuk met France Gall schreef hij samen met Jacques Revaux en Gilles Thibaut het liedje Comme d'habitude. Het verscheen in november 1967 op plaat, de tweede plaat uitgegeven door Disques Flèche. Op vakantie in Frankrijk hoorde Paul Anka dit nummer en hij schreef er een Engelstalige tekst op: My Way. Het lied zou de bekendste compositie van Claude François blijven en de wereld rond gaan: My Way is een klassieker en werd gezongen door zangers als Frank Sinatra en Elvis Presley. Er bestaan meer dan 1500 versies van, in ongeveer 170 verschillende talen. De bekendste Nederlandstalige versies zijn van onder anderen Will Tura, André Hazes en Raymond van het Groenewoud. In 2009 kreeg François' muziekuitgeverij nog steeds wekelijks een nieuwe aanvraag om het lied te mogen vertolken. Aan de zonen van François alleen al brengt het liedje jaarlijks 750.000 euro aan auteursrechten op. Comme d'habitude is tot op de dag van vandaag het meest gecoverde Franstalige nummer ter wereld. Met zijn lied Parce que je t'aime mon enfant had Elvis Presley een hit onder de titel My Boy.

#### Eind jaren 60

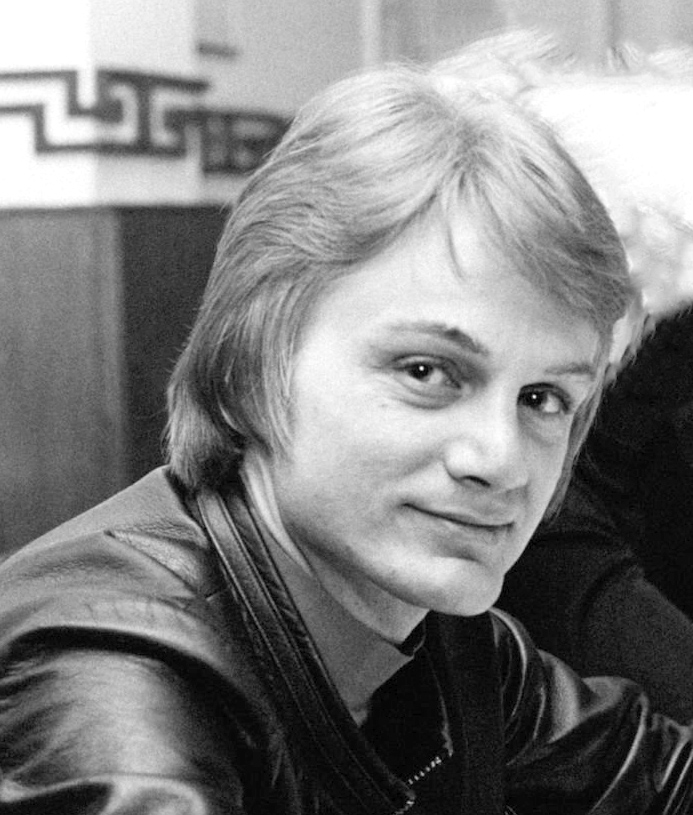
In 1969 in Milaan, voor een optreden.

In 1968 maakt hij zijn eerste tournee door zwart Afrika. In tien dagen tijd reist hij van Fort Lamy (Tsjaad) naar Dakar (Senegal), via Yaoundé en Douala (Kameroen), Libreville (Gabon), Abidjan (Ivoorkust) en Niamey (Niger). In Libreville geeft hij een concert voor 15.000 toeschouwers in het grote stadion van de stad. Hij wordt er officieel ontvangen door president Omar Bongo, diens familie en enkele ministers.
Het jaar 1969 is zowel op persoonlijk als professioneel vlak bijzonder succesvol. Op 15 november wordt zijn tweede zoon, Marc, geboren uit zijn relatie met Isabelle Forêt. Net als bij de geboorte van hun eerste kind besluit hij dit nieuws stil te houden, "om hem te beschermen". In diezelfde maand treedt hij zestien avonden lang op voor een uitverkocht Olympia-theater. Het is opnieuw een groot succes, met een show in Amerikaanse stijl, begeleid door vier danseressen (de Clodettes), acht muzikanten en het orkest van de Olympia. Vanaf dat moment werkt hij samen met componist Jean-Pierre Bourtayre als artistiek directeur en vestigt hij de kantoren van zijn label Flèche aan de Boulevard Exelmans 122 in Parijs (waar nu een gedenkplaat hangt). Zijn nieuwe singles, Éloïse aan het begin van het jaar en Tout éclate, tout explose aan het eind ervan, slaan goed aan.

#### Jaren 70
In 1970 wordt zijn nummer Parce que je t'aime mon enfant in het Engels bewerkt en een jaar later  gecoverd door acteur Richard Harris, en vervolgens ook door Elvis Presley onder de titel My Boy.
Op 14 maart 1970 wordt hij tijdens een concert in zaal Vallier in Marseille onwel. Later blijkt dat dit in scène was gezet, in samenspraak met zijn producer om meer mediabelangstelling te wekken. Hij vertrekt om bij te komen naar de Canarische Eilanden, maar raakt op 17 mei, bij zijn terugkeer, betrokken bij een auto-ongeluk op de snelweg nabij Orange. Met een gebroken neus en verbrijzelde jukbeenderen moet hij een neuscorrectie ondergaan. Nauwelijks hersteld, vertrekt hij alweer op tournee, samen met zangers Dani en C. Jérôme.
In 1971 neemt hij enkele nummers op in Detroit, in de Verenigde Staten, in de legendarische studio’s van Tamla Motown. Het gaat om C'est la même chanson, Bernadette en Réveille-moi, begeleid door The Funk Brothers, het studiocollectief achter de meeste Motown-opnames. In dat jaar is hij de enige blanke zanger die daar met deze muzikanten mag opnemen.

In 1972 gaat hij uit elkaar met de moeder van zijn kinderen. Kort daarna ontmoet hij het 19-jarige Finse model Sofia Kiukkonen, met wie hij vier jaar samenblijft.

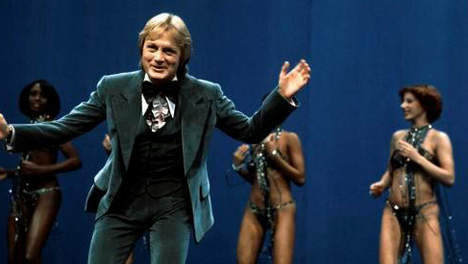

De jaren zeventig waren die van onder meer Je viens dîner ce soir, Chanson populaire, Le lundi au soleil, Je vais à Rio en vooral Le téléphone pleure (in Nederland bekend als Hé Monique van Frans & Monique, in Vlaanderen later ook als De telefoon huilt mee van Silvy Melody & Danny Fabry) met miljoenen verkochte exemplaren. François bracht veel eigen composities, maar ook vertalingen van Engelse en Amerikaanse artiesten, onder andere uit de bekende Motown-stal.
Op 20 januari 1973 wijden de televisiemakers Maritie en Gilbert Carpentier een aflevering van hun programma Top à… aan Claude François. Daar treedt hij op met Dalida, met wie hij in duet zingt: Ciao ciao bambino, Come prima en Volare. Gedurende het hele jaar is hij veelvuldig op televisie te zien en verschijnt hij vier keer in het populaire amusementsprogramma Cadet Rousselle. Tijdens een van die opnames, op 15 maart, krijgt hij ademhalingsproblemen als gevolg van zijn scheefgegroeide neustussenschot. Hij wordt met spoed opgenomen in het ziekenhuis en moet onmiddellijk geopereerd worden.
In juli 1973, tijdens het eerste concert van zijn zomertournee in Marseille, gooit een dronken fan een bierblikje naar zijn gezicht. Claude François raakt gewond aan zijn wenkbrauw en moet het optreden na drie kwartier noodgedwongen afbreken.
In 1974, mentaal uitgeput en depressief, kondigt hij in zijn tijdschrift Podium aan dat hij definitief stopt met optreden. Hij neemt afscheid van het podium op 11 en 12 januari in het Vorst Nationaal in Brussel. Maar lang houdt hij het niet vol: in oktober van datzelfde jaar keert hij alweer terug naar het podium, omdat hij het gemis niet aankan. In september brengt hij Le téléphone pleure uit, een nummer dat oorspronkelijk bedoeld was voor Joe Dassin, maar dat opgemerkt werd door Gérard Louvin, zijn nieuwe artistiek directeur. De single verkoopt meer dan een miljoen exemplaren en wordt zijn grootste succes.
Op 15 december treedt Claude François op voor 20.000 uitzinnige toeschouwers in het expopark van Porte de Versailles, ten voordele van de stichting Perce-Neige, die zich inzet voor kinderen met een handicap.
Op 30 juni 1975 organiseert journalist Yves Mourousi een benefietconcert van Claude François, waarvan de opbrengst bestemd is voor medisch onderzoek. Het vindt plaats in de Tuilerieën in Parijs, voor een publiek van 30.000 mensen. Door het aanhoudende gegil van fans kan hij pas na tien minuten zijn eerste nummer inzetten. Na allerlei uitspattingen van dolenthousiaste bewonderaars eindigt het optreden met een vuurwerk en een regen van confetti en ballonnen met zijn beeltenis. Het wordt zijn laatste concert in de Franse hoofdstad. Op 17 december treedt hij nog op in het Élysée-paleis, tijdens het kerstfeest voor kinderen. Daar zingt hij een duet met president Valéry Giscard d’Estaing, wiens echtgenote grote fan van François was.
In 1976 brengt Claude François het album Pour les enfants de 8 à 88 ans uit, samen met de nummers Cette année-là en La Solitude, c'est après, die hij ook in het Italiaans opneemt. Voor de zender Antenne 2 maakt hij het televisieprogramma La bande à Cloclo, waarin hij bevriende zangers en acteurs uitnodigt. Hij is volledig verantwoordelijk voor het concept en de inhoud. De uitzending op 11 juli wordt een groot succes en bereikt een breed publiek. In september 1976, tijdens een receptie ter gelegenheid van de lancering van zijn parfum Eau noire, verschijnt hij voor een gezelschap van zo’n vierhonderd genodigden aan de arm van zijn nieuwe partner, Kathalyn Jones. Deze blonde Amerikaanse ontmoette hij in juli tijdens een vlucht terug uit de Verenigde Staten. Zij was onderweg naar Parijs voor een modereportage. In datzelfde jaar neemt hij samen met Martine Clémenceau het duet Quelquefois op.
In 1977 scoort Claude François opnieuw verschillende hits, waaronder Je vais à Rio, Toi et le Soleil en C'est comme ça que l'on s'est aimé, een duet met zijn partner Kathalyn Jones. Met de nummers Magnolias for Ever en Alexandrie Alexandra, geschreven door Étienne Roda-Gil, de vaste tekschrijver van Julien Clerc, laat hij zien dat hij zijn repertoire een nieuwe richting wil geven.

#### Internationale doorbraak
Hij kwam in 1976 op de Engelse markt met de Engelse bewerking van Le téléphone pleure (35e in de Top 40). Voor zijn liedjes riep hij de medewerking in van een Britse impresario, Richard Armitage, en riep hij Norman Newell en Roger Greenaway op om een aantal van zijn liedjes in het Engels te herschrijven (Monday Morning Again, Love Will Call the Tune), of om nieuwe liedjes te componeren (I'm leaving for the last time, Keep driving).
In oktober 1977 speelde hij mee in een Frans-Britse show, gefilmd in Honfleur en Deauville, in Calvados, en gepresenteerd door zanger Cliff Richard. Hij zong een Engelse bewerking van Chanson populaire (Love Will Call the Tune), My Boy (gezongen in 1973 door Elvis Presley, een cover van het nummer van Claude François, Parce que je t'aime mon enfant) en So Near and Yet So Far.
Op 16 januari 1978 gaf hij een concert in de Royal Albert Hall in Londen voor 6.000 toeschouwers. Hij begint zijn show met My Way, die hij moet bissen. Aan het einde van zijn optreden, na acht toegiften en eindigend met een wilde drumsolo, verlaat hij uitgeput maar voldaan het podium. Op 3 en 4 februari ontmoet hij zijn Belgische publiek in Vorst Nationaal, de grootste concertzaal van Brussel, daarna in Charleroi, Luik en Waver. Op 18 februari nam hij deel aan de show La Grande Parade op RTL, live gepresenteerd door Michel Drucker vanuit Lyon. Hij gaf zijn laatste concert op 24 februari 1978 in Lyon.
Op 9 en 10 maart 1978 verwelkomde de BBC hem in haar Zwitserse studio's in Leysin in het kanton Vaud, om Snowtimes op te nemen, een speciaal programma dat in twee delen zou worden uitgezonden: in mei 1978 en met kerstmis 1978 op de BBC en die een nieuwe fase in zijn internationale carrière zou zijn. 
Op de avond van 10 maart gaf hij in Parijs wat zijn laatste interview zou zijn aan leerling-journaliste Vera Baudey.

### Zakenimperium
Naast zijn zangcarrière breidt Claude François zijn activiteiten uit naar de jongeren- en mannenpers, richt hij een modellenbureau op en lanceert hij een eigen parfum. Hij brengt al deze bedrijven onder in de Groupe Claude François.

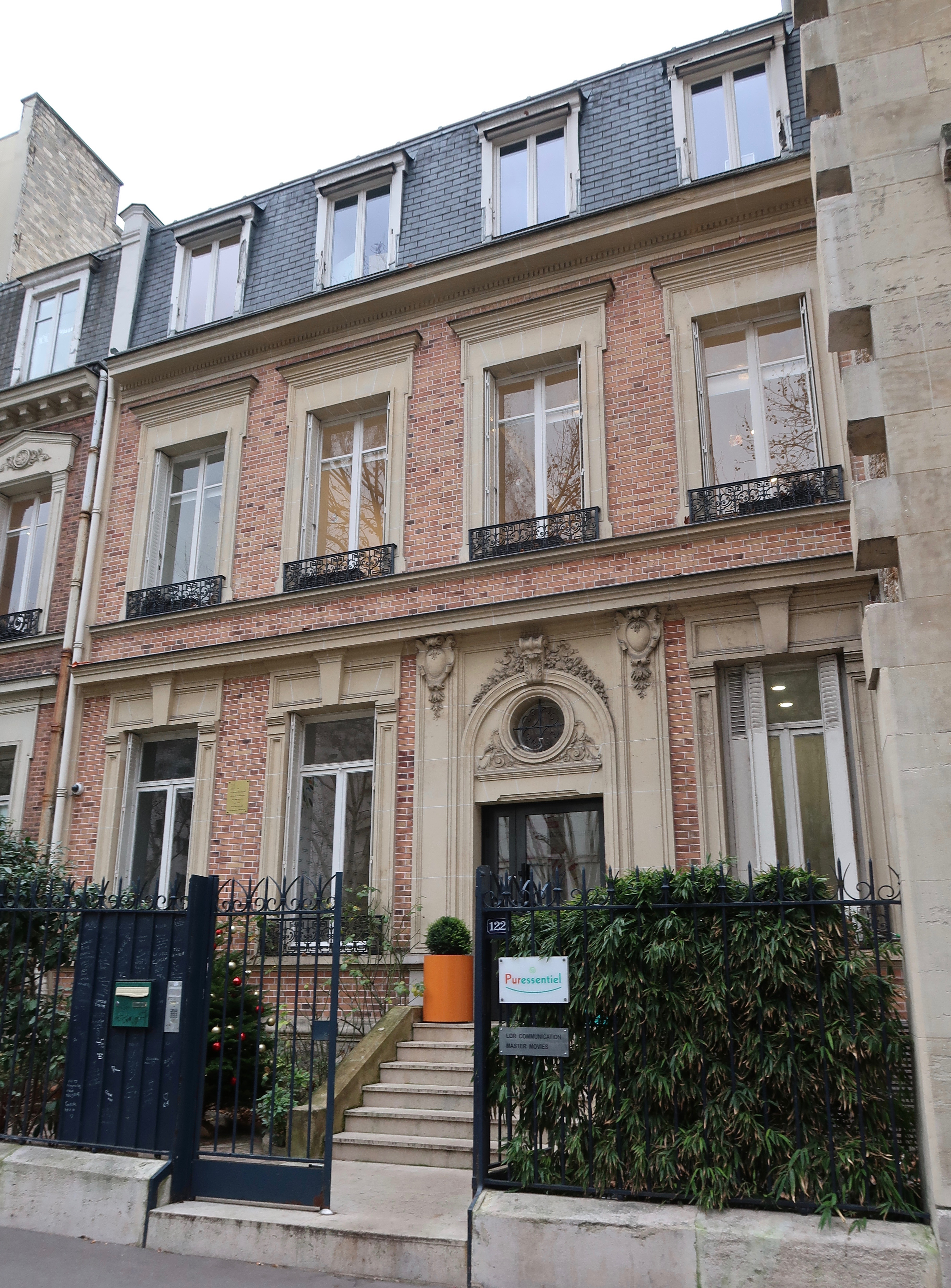
Boulevard Exelmans 122 waar de Groupe Claude François gevestigd was

Op 1 juli 1972 koopt hij voor een miljoen frank het fanblad Podium uit Toulouse en vestigt de redactie in hetzelfde herenhuis aan de Boulevard Exelmans 122 in Parijs, waar ook zijn platenlabel Flèche is ondergebracht. Binnen drie jaar groeit het maandblad uit tot het populairste jongerenmagazine van het land. Halverwege de jaren zeventig bereikt de oplage 400.000 exemplaren, waarmee het zelfs Salut les copains van Jean-Marie Périer overtreft. François, die zich intensief met de redactie bemoeit, weet ook diens assistent Gilbert Moreau binnen te halen.
In datzelfde jaar, 1972, richt hij het modellenbureau Girls Models op, waar onder anderen Jean-Luc Brunel werkzaam is.
Zijn fascinatie voor vrouwen leidt ertoe dat hij op 21 mei 1974 het erotische tijdschrift Absolu opricht, bedoeld als concurrent voor bladen als Lui en Playboy. Onder het pseudoniem François Dumoulin fotografeert hij naakte vrouwen – soms zelfs minderjarig –, vaak in zijn Moulin de Dannemois. Voor de gelegenheid van haar veertigste verjaardag maakt hij ook een fotoshoot van Brigitte Bardot.
Het Franse ministerie van Binnenlandse Zaken overweegt op een gegeven moment het blad te verbieden. Als compromis wordt besloten dat het tijdschrift voortaan in een gesloten verpakking verkocht moet worden, zodat nieuwsgierige fans het niet in winkels kunnen doorbladeren. Mede op aandringen van zijn omgeving, die vreest voor schade aan zijn imago, besluit Claude François op 31 maart 1976 al zijn rechten op het tijdschrift te verkopen.
In september 1976 lanceert hij zijn eigen parfum Eau noire, samengesteld uit vijfentwintig verschillende ingrediënten.

### Overlijden
Samen met Petula Clark, Carlos en Charles Aznavour nam hij deel aan de opnamen voor een televisieprogramma van de BBC in Leysin (Zwitserland). Dit gebeurde op 9 en 10 maart. 
Claude François overlijdt op 11 maart 1978 om 14.45 uur in zijn woning aan de Boulevard Exelmans 46 in Parijs op 39-jarige leeftijd, aan een longoedeem veroorzaakt door een ongeluk met elektrocutie in de badkamer, terwijl hij in bad lag. Toen hij, perfectionist als hij was, een scheef hangende wandlamp boven het bad recht wilde zetten, raakten zijn vingers het koper van de deels blootliggende bedrading, waardoor hij geëlektrocuteerd werd.
Ironisch genoeg was er eerder die week, op dinsdagmorgen, een elektricien langs geweest vanwege elektrische problemen in het appartement. Maar omdat hij daarvoor de slaapkamer van de slapende Claude François had moeten doorkruisen, had zijn secretaresse Françoise hem tegengehouden om haar werkgever niet te wekken. Er was daarom een nieuwe afspraak gepland voor 13 maart.
Kathalyn, zijn partner, grijpt nog in. Dankzij haar houten zolen weet ze hem los te trekken van de lamp. Ook de brandweer probeert hem met beademing en een arts met hartmassage nog te redden. Zijn hart slaat weer kort, maar stopt definitief na twee minuten. De brandweerofficier, Bernard Jacquinot, brengt het nieuws over aan Kathalyn en de persverantwoordelijke van de zanger. Claude François had diezelfde middag nog een tv-opname gepland voor het programma Les Rendez-vous du dimanche, gepresenteerd door Michel Drucker. Om 16.00 uur maken radio en televisie zijn overlijden bekend in een speciaal nieuwsbulletin. Het dramatische nieuws veroorzaakt een golf van ontroering in heel Frankrijk.
Twee dagen later kopt de krant Libération: “Claude François : a volté. De favoriete zanger van kinderen onder de tien is geëlektrocuteerd in zijn badkamer” – een woordspeling op de parlementsverkiezingen van zondag 12 maart (“a voté” betekent “heeft gestemd”, maar hier vervormd tot “a volté”, met verwijzing naar elektriciteit).
Op 15 maart 1978 verschijnt zijn nieuwe single Alexandrie Alexandra in de platenwinkels – op dezelfde dag als zijn begrafenis, die plaatsvindt in de Église Notre-Dame-d’Auteuil in Parijs. Duizenden fans staan rouwend buiten.
Op verzoek van zijn naasten wordt Claude François, net als Elvis Presley, gebalsemd. Hij krijgt een donkerblauw fluwelen kostuum aan en een eenvoudige witte overhemd. Daarna wordt hij bijgezet in het familiegraf op het kerkhof van Dannemois.

## Privéleven

### Relaties
Claude François trouwt op 5 november 1960 in Monaco met de danseres Janet Woollacott. Woollacott verlaat hem 's nachts heimelijk in 1962 voor Gilbert Bécaud, nog vóór François nationale bekendheid verwierf. Het echtpaar zag elkaar nooit meer terug. Het huwelijk wordt pas officieel ontbonden op 13 maart 1967.
Daarna heeft hij een relatie met zangeres France Gall, van 1964 tot 1967, gevolgd door een korte verhouding met zangeres Annie Philippe in 1967. Van 1967 tot 1972 is hij samen met Isabelle Forêt, model en danseres, en van 1972 tot 1976 met het Finse model Sofia Kiukkonen. Vanaf oktober 1976 tot aan zijn dood woont hij samen met het Amerikaanse model Kathalyn Jones.
In 2018 onthult journaliste Isabelle Catélan – die na Claude François’ dood hoofdredacteur werd van Podium – enkele fragmenten uit zijn persoonlijke dagboeken. Daaruit blijkt zijn vrijzinnige kijk op relaties. Zo schreef hij:  "Ik ben tegenwoordig veel wispelturiger dan ooit tevoren, terwijl ik vroeger juist heel trouw was. En zelfs als ik trouw ben, ben ik dat op mijn eigen manier. Dat wil zeggen: ik ben trouw in mijn hoofd, maar niet met mijn lichaam."

### Kinderen
Uit zijn relatie met Isabelle Forêt worden twee kinderen geboren: Claude François Jr., geboren op 8 juli 1968 en in zijn jeugd bijgenaamd "Coco", en Marc François, geboren op 15 november 1969.
Claude François houdt het bestaan van zijn tweede zoon, Marc, zes jaar lang geheim. Pas op 23 juli 1975 maakt hij dit bekend aan de pers. Volgens hemzelf was dat om het kind "te beschermen" tegen de media. Verschillende getuigen suggereren echter dat hij de geboorte verzweeg om zijn imago te vrijwaren – vooral bij zijn vrouwelijke fans – en niet te boek te staan als een gebonden man. Deze verklaring wordt bevestigd door zijn zus Josette in een interview uit 2012. Ook zijn toenmalige partner, Sofia Kiukkonen, verklaart in 2008 dat Claude François het bestaan van Marc drie jaar voor haar verborgen hield. Volgens haar wilde hij koste wat het kost zijn imago van vrijgezel en verleider behouden. “Voor zijn carrière. Dat was het enige dat voor hem telde.”
Na hun breuk verhuist Isabelle Forêt naar Théoule-sur-Mer en later naar Pégomas. De kinderen gaan naar school aan het Institut Stanislas in Cannes.
Volgens Fabien Lecœuvre, die instaat voor de communicatie en het postume beheer van de carrière van Claude François, hebben acht mensen beweerd zijn biologische kinderen te zijn.
In januari 1998 onthult het tijdschrift Voici het bestaan van een vermeende buitenechtelijke dochter, de Vlaamse Julie Bocquet, zonder haar identiteit of gezicht te tonen. Twintig jaar later verschijnt Julie Bocquet voor het eerst herkenbaar in beeld in de documentaire Claude François, le dernier pharaon, uitgezonden ter gelegenheid van de veertigste verjaardag van de dood van de zanger (geregisseerd door François Pomès en uitgezonden op de zender Paris Première in februari 2018). Andere media nemen het bericht over, waaronder Paris Match, dat haar op de cover zet.
Julie Bocquet werd op 15 mei 1977 onder X geboren in Gent, België, en op twee maanden oud geadopteerd. Ze zou het kind zijn van Claude François uit een verhouding met een tienermeisje, dat volgens bronnen tussen de 13 en 15 jaar oud was. Julie verklaart dat haar moeder aan Claude François zou hebben verteld dat ze 18 was. Ze zegt in 2012 een DNA-test te hebben gedaan met behulp van een sigarettenpeuk van Claude François Jr., die ze via een bekende kreeg. In 2018 bevestigt Fabien Lecœuvre dat er inderdaad DNA-tests zijn uitgevoerd met beide zonen van Claude François en dat daaruit blijkt dat Julie Bocquet wel degelijk zijn biologische dochter is.

### Relatie met fans
Volgens geruchten die in de pers de ronde deden, zou Claude François tijdens zijn carrière met zo’n 3.000 vrouwen naar bed zijn geweest, onder wie ook fans “die voor zijn kleedkamer wachtten in de hoop dat hun idool hen zou opmerken.” Journaliste Isabelle Catélan beschrijft hem als een “verafgode artiest, belaagd door zijn fans, die hij ook in scène zette in Absolu, zijn erotische tijdschrift.” Volgens haar was hij “niet de enige zanger die met zijn fans naar bed ging — anderen, die vandaag nog steeds actief zijn, deden dat ook. Maar hij had de naïviteit om er openlijk over te praten.”
In 2018, bij de veertigste verjaardag van zijn overlijden, richten de media zich vooral op zijn aantrekking tot jonge meisjes. Dat onderwerp komt opnieuw onder de aandacht nadat zijn dochter Julie Bocquet publiek bekendmaakt dat haar moeder minderjarig was op het moment van haar geboorte.
In een interview uit de jaren 1970 met de Belgische zender RTBF spreekt Claude François openlijk over zijn vrouwelijke fans en het soort vrouwen dat hem aanspreekt. Hij zegt onder andere:
"Ik hou van meisjes tot een jaar of 17, 18. Daarna begin ik op mijn hoede te zijn. Natuurlijk heb ik ook avontuurtjes met vrouwen boven de 18 — gelukkig maar — maar na die leeftijd ben ik wantrouwig. Meisjes beginnen dan na te denken, ze zijn niet meer spontaan, soms begint dat zelfs nog eerder. Daarna, vanaf een jaar of dertig, komt die natuurlijke balans weer terug. Er zit een soort vreselijke periode tussen 18 en 30 jaar."

### Karakter en gedrag
Journaliste Isabelle Catélan omschrijft Claude François als een “obsessief, maniakaal, driftig maar ook gul en ‘bipolair’ persoon.” Volgens naasten, waaronder Prisca (een voormalige Clodette) en Vline Buggy, was hij een man met een moeilijk karakter: veeleisend, grillig, perfectionistisch, hardwerkend, intelligent, getalenteerd, zeer gevoelig en stijlvol. Maar hij wist zich ook te verontschuldigen en vergeving te vragen.
Anderen, zo meldt het tijdschrift Marianne, beschrijven hem als jaloers, ziekelijk achterdochtig, paranoïde en tiranniek. In het artikel wordt zijn gedrag tegenover verschillende partners geschetst, waaronder zijn vrouw Janet Woollacott, die hij “opsluit in hun kamer als straf omdat ze in het openbaar naar andere mannen had geglimlacht.” Ook zou hij France Gall, vlak na haar overwinning op het Eurovisie Songfestival van 1965, hebben laten weten dat hij het met haar uitmaakte (uit jaloezie) — terwijl zij net terug het podium op moest om haar winnende nummer opnieuw te zingen.
Zijn zus Josette verklaart dat zijn ideale partner “altijd beschikbaar moest zijn”, “moest stoppen met werken” en zich “niet mocht bemoeien met zijn carrière.”
Hij werd door zijn entourage omschreven als een ware despoot. Hij deelde boetes uit aan zijn muzikanten, technici en medewerkers, en kon hen uitschelden, vernederen en zelfs fysiek mishandelen — om redenen als een valse noot, een onjuiste outfit, verkeerd licht of een vergeten borstel. Sommige werknemers werden meermaals ontslagen en vervolgens enkele dagen later opnieuw aangenomen. Toen de danseres Ketty Sina te laat kwam bij een repetitie van de Clodettes, riep hij naar haar: “Je kunt beter terug naar je kokosboom.” Ketty Sina, vijftig jaar later hierover bevraagd, zegt daarin geen racistische bedoeling te hebben gezien.

## Rechtszaken en andere incidenten

### Beschuldiging van plagiaat
In 1972 raakt Claude François verwikkeld in een conflict met Robert Lamoureux, die de tekst had geschreven van het lied Viens à la maison. Claude François brengt vervolgens een nummer uit met dezelfde titel. Robert Lamoureux en componist Henri Bourtayre (de vader van Jean-Pierre Bourtayre) dienen een klacht in wegens plagiaat — en krijgen gelijk. Uiteindelijk verandert Claude François de titel van zijn lied naar Y’a le printemps qui chante (Viens à la maison).

### Fiscale fraude
Op 4 april 1973 melden de kranten dat Claude François is aangeklaagd wegens belastingfraude. De Franse belastingdienst verwijt hem dat hij gedurende drie jaar zijn persoonlijke inkomsten heeft achtergehouden, evenals de winsten van twee productie- en platenverkoopbedrijven waarvan zijn zus en zwager de leiding hadden. Beiden waren eerder al aangeklaagd wegens medeplichtigheid.
Op 24 juni wordt Claude François veroordeeld tot acht maanden voorwaardelijke gevangenisstraf en een boete van 25.000 frank. Daarnaast moet hij een belastingschuld van ongeveer 500.000 frank afbetalen.

### Opmerkelijke voorvallen
Op 24 juni 1973 breekt brand uit in een bijgebouw van zijn landgoed in Dannemois. Op dat moment zijn Isabelle en hun twee kinderen aanwezig. Dankzij het snelle optreden van jongeren uit het dorp worden alle aanwezigen in veiligheid gebracht. Claude François, die op tournee is, ontdekt de schade pas enkele dagen later. Hij vermoedt dat het om brandstichting gaat, zeker omdat er begin die maand een molotovcocktail naar zijn kantoor aan de Boulevard Exelmans was gegooid. De zaak wordt nooit opgehelderd.
Op 5 september 1975 raakt hij betrokken bij een aanslag op het Hilton Hotel in Londen, opgeëist door de Provisional IRA. De aanslag eist twee doden en 63 gewonden. Claude François overleeft de explosie doordat een andere hotelgast, die vlak voor hem loopt, hem onbedoeld afschermt van de ontploffing van een bom die onder een tafel verstopt zat. Hij overleeft het incident, maar loopt wel gescheurde trommelvliezen op.
Op 25 juni 1977 neemt hij een televisieprogramma op met Michel Sardou, waarin hij zijn verloofde Kathalyn Jones aan het publiek voorstelt. Na afloop, kort na middernacht, vertrekt hij over de snelweg richting zijn woonplaats Dannemois, samen met zijn partner, zijn chauffeur, zijn kleedster en een programmamaakster van Europe 1. Onderweg haalt hij een wagen in, waarna er een gevaarlijk spel van wederzijds inhalen ontstaat. Bij een van de inhaalacties snijdt Claude François de andere auto af. Die verdwijnt even uit zicht, maar duikt enkele kilometers voor het dorp plots weer op en zet de achtervolging in. Met een snelheid van bijna 230 km/u wordt er op zijn wagen geschoten: een band klapt, de lichten worden kapotgeschoten, de carrosserie raakt beschadigd en één kogel blijft steken in het dashboard. Pas wanneer Claude François de kleine weg richting zijn molen inslaat, breken de achtervolgers hun actie af. Hij en zijn medepassagiers blijven ongedeerd.
Enkele dagen later worden de daders geïdentificeerd: het gaat om bekende figuren uit het zware criminele milieu. 

## Discografie
De discografie van Claude François omvat iets meer dan 450 nummers die hij opnam tussen 1962 en 1978 (bijna 500 als ook liveversies worden meegerekend), waarvan 185 nummers adaptaties zijn van buitenlandse liedjes. In totaal bracht hij minstens 363 nummers officieel uit, waaronder 59 in een andere taal. Ongeveer vijftig nummers bleven in de vorm van onuitgegeven demo’s.
Zijn anderstalige repertoire bevat nummers in het Engels, Italiaans, Spaans en Japans.
Aan het begin van zijn carrière was Claude François verbonden aan twee platenmaatschappijen: Philips (1962–1966) en zijn eigen firma Flèche (1967–1977). In 1977, wegens financiële moeilijkheden, verkoopt hij 52 nummers uit de Flèche-catalogus (opgenomen tussen 1972 en 1975) aan CBS, en tekent hij een nieuw contract met Claude Carrère voor zijn lopende opnames. Het contract met Carrère omvat ook titels die sinds 1976 via Flèche zijn uitgebracht. De rechten op zijn werk uit de periode 1962–1966 blijven in handen van Philips.
Na zijn dood wordt zijn gehele discografie verdeeld onder drie grote platenlabels: 
- Universal (voorheen Philips) voor de periode 1962–1972,
- Sony-BMG (voorheen CBS) voor 1972–1975,
- en Warner (voorheen Carrère) voor de jaren 1976–1978

Claude François bracht tussen 1962 en 1978 23 albums uit.

### Covers door buitenlandse artiesten
Vijf originele Franstalige liedjes van Claude François zijn bewerkt naar een andere taal, waarvan vier in het Engels:
- Toi tu voudrais in het Nederlands als De glimlach van een kind van Willy Alberti.
- Comme d’habitude: 
  - In het Engels als My Way, met een tekst van Paul Anka en wereldberoemd gemaakt door onder anderen Frank Sinatra en Elvis Presley, Ray Charles, Nina Simone en de Sex Pistols.
  - In het Italiaans bewerkt, eerst onder de titel La mai via door Andrea Lo Vecchio voor Fred Bongusto in 1971, en later als A modo mio door diezelfde tekstschrijver voor Patty Pravo in 1972.
  - In het Nederlands, als Waarom door André Hazes en als Alleen Gaan door Will Tura.
  - In het Spaans, als A Mi Manera door de Gipsy Kings.
  - In het Duits, als So Leb' Dein Leben door Mary Roos.
- Parce que je t’aime mon enfant: werd My Boy, met Engelse tekst van Phil Coulter en Bill Martin. Het nummer werd gezongen door acteur Richard Harris (1971) en later door Elvis Presley (1973).
- Plus rien qu’une adresse en commun: kreeg als Engelstalige versie Do I Love You, gezongen door Paul Anka.
- Le Téléphone Pleure:
  - In het Italiaans bewerkt als Piange il telefono, opgenomen door Domenico Modugno in 1975
  - In het Nederlands als De telefoon huilt mee door Dany Fabry.
  - In het Engels als Tears on the telephone door Glen Curtis en Gerry Grayson.
  - In het Spaans als Mi Corazón Lloró door King Clave.

## Legende
Disques Flèche wordt nu geleid door zijn zoon Claude junior. Over François' leven zijn meer dan honderd boeken verschenen.
Zijn landgoed, Le Moulin, is nu een restaurant en museum gewijd aan zijn leven en werk. In het wassenbeeldenmuseum Musée Grévin (het Franse Madame Tussaud) staat zijn beeld. De musical Belles belles belles met uitsluitend liedjes uit zijn repertoire speelde wekenlang in een uitverkocht Olympia te Parijs.
In maart 2000 werd te Parijs (16e arrondissement) de "Place Claude François" ingehuldigd, dicht bij de Boulevard Exelmans, waar de kantoren van de groep Claude François gevestigd waren en ook nabij het appartement waar hij om het leven kwam. Ook in zijn geboortestad Ismaïlia draagt een straat zijn naam.
Op 11 maart 2023, 45 jaar na zijn overlijden, werd de Rue du Moulin in Dannemois hernoemd naar Rue du Moulin de Claude François.
- Bibsys: 98072818
- Biblioteca Nacional de España: XX932568
- Bibliothèque nationale de France: cb13894119g (data)
- Gemeinsame Normdatei: 118956876
- International Standard Name Identifier: 0000 0003 6845 1871
- Library of Congress Control Number: n78059600
- Nationale Bibliotheek van Letland: 000044139
- MusicBrainz: 1cfbf85c-dc74-42d6-915e-77033afd0204
- Nationale Bibliotheek van Tsjechië: jn20020721020
- Nationale bibliotheek van Australië: 49682630
- Nationale Bibliotheek van Israël: 987009461085505171
- Nederlandse Thesaurus van Auteursnamen: 073755168
- Istituto Centrale per il Catalogo Unico: PUVV117748
- SNAC: w6n01g8g
- Système universitaire de documentation: 028973372
- Trove: 1528321
- Virtual International Authority File: 34643129
- WorldCat: E39PBJpJgpVXwvGyyY3VDtWYyd